# Macrothemis ludia
Macrothemis ludia – gatunek ważki z rodziny ważkowatych (Libellulidae). Opisał go Jean Belle w 1987 roku. Jako miejsce typowe wskazał Santa Lucía w stanie Bolívar we wschodniej Wenezueli. W 2010 roku stwierdzono go w okolicach Werehpai w południowym Surinamie.